# Bounced Checks
Bounced Checks — сборник автора-исполнителя Тома Уэйтса, изданный 1981 году.

## Об альбоме
Bounced Checks включает песни из альбомов Уэйтса до 1980 года, исключая только дебютный Closing Time. Содержит редкие альтернативные версии песен и концертные записи. Среди редких вещей: не вошедший в окончательную версию Heartattack and Vine трек «Mr. Henry», концертный вариант «The Piano Has Been Drinking», черновые варианты «Jersey Girl» и «Whistlin' Past the Graveyard», взятые из сессий к Heartattack and Vine и Blue Valentine соответственно.

## Список композиций
| №   | Название | Длительность |
| --- | --- | ------------ |
| 1.  | «Heartattack and Vine» (из альбома Heartattack and Vine (1980))                                                              | 4:42         |
| 2.  | «Jersey Girl» (альтернативная версия из альбома Heartattack and Vine (1980))                                                 | 4:35         |
| 3.  | «Eggs and Sausage (In a Cadillac with Susan Michelson)» (из альбома Nighthawks at the Diner (1975))                          | 4:14         |
| 4.  | «I Never Talk to Strangers» (дуэт с Бетт Мидлер из альбома Foreign Affairs (1977))                                           | 3:36         |
| 5.  | «The Piano Has Been Drinking» (концертный вариант, записанный в марте 1981 в Дублине, оригинал вышел на Small Change (1976)) | 6:04         |
| 6.  | «Whistlin' Past the Graveyard» (альтернативная версия из альбома Blue Valentine (1978))                                      | 3:00         |
| 7.  | «Mr. Henry» (неизданная песня, планировалась на Heartattack and Vine (1980))                                                 | 3:33         |
| 8.  | «Diamonds on My Windshield» (из альбома The Heart of Saturday Night (1974))                                                  | 3:13         |
| 9.  | «Burma Shave» (из альбома Foreign Affairs (1977))                                                                            | 6:28         |
| 10. | «Tom Traubert's Blues» (из альбома Small Change (1976))                                                                      | 6:21         |